# Vuffeli-vov
"Vuffeli-Vov" er en sang af det danske gruppe Shu-bi-dua, fra deres fjerde album, Shu-bi-dua 4 indspillet i 1977 (læs om 1982-udgaven "Dogshit in my garden" længere nede i artiklen)". Sangen handler om en mands forhold til sin hund, og blev et stort hit for gruppen, der var med til at give dem deres store gennembrud, og albummet blev deres bedst sælgende nogensinde. Sangen blev en af gruppens signatursange, og den kom med på en lang række opsamlingsalbums.

## Baggrund
Michael Hardinger skrev sangen til Shu-bi-dua 3 efter han havde købt et nyt hus i Kokkedal, og han havde købt et flygel og en hund. Han havde skrevet en countrymelodi, men vidste ikke, hvad sangen skulle handle om, men da hunden blev ved med at hoppe op på ham, fandt han på åbningslinjen "Jeg har en hund med fire poter". Linjen i omkvædet "jordbær for sjov" fandt Hardinger på, da han samme dag havde set en vittighedstegning af Storm P, hvor der i en restaurant var et skilt i baggrunden med teksten I dag: Jordbær for sjov. Teksten fik dog gruppens trommeslager, Bosse Hall Christensen, til at sige "Jeg brækker mig på gulvet", da han hørte den, og han forkastede den derfor. Gruppen endte med at mangle en sang til Shu-bi-dua 4, og Christensen gik med til at bruge sangen, da andet vers blev skrevet om til at handle om hans hund.
Teksten omhandler en mand og hans forhold til hans hund. Sangen er en blandt mange af gruppens numre, som handler om eller nævner dyr.

## Udgivelsen
Sangen var med til at give gruppen deres helt store gennembrud, og Shu-bi-dua 4 blev deres største kommercielle succes med over 500.000 solgte eksemplarer.
I 2010 sendte DR2 programserien Landeplagen, som omhandlede forskellige store danske hits. Afsnit 9 omhandlede "Vuffeli-vov", hvor værten Jacob Riising gennemgik nummerets historie.

## Medvirkende
- Michael Bundesen: Sang, mundharmonika
- Michael Hardinger: Guitar, kor
- Claus Asmussen: Guitar, kor
- Jens Tage Nielsen: Klaver, Orgel, el-orgel, kor
- Bosse Hall Christensen: trommer
- Niels Grønbech: Bas

## "Dogshit in my garden"
I 1982 indspillede gruppen en reggae-version af nummeret med en engelsk tekst kaldet "Dogshit in my garden" eller "(There is a) Dogshit in my garden", som udkom på Shu-bi-dua 9. Reggaesangen handler om en mand, der klipper græsplæne og får en hunds efterladenskaber (afføring) på skoene under arbejdet. Han filosoferer herefter over, hvem det mon er, der bærer skylden for efterladenskaberne i haven. Til sidst konkluderer han, at det må være en dobermann:
"You can have women and cookies and a strawberry - but there is nuthin' as bad as a doggie's shit".
Nummeret havde allerede været spillet live nogle år før udgivelsen i 1982, og under de første års fremførelser, iførte bandet sig vikingehjelme med fletninger og korte bukser til koncerterne. "Dogshit in my garden" har været spillet fra tid til anden gennem alle årene.

### Medvirkende
- Michael Bundesen: Sang
- Michael Hardinger: Guitar, kor
- Claus Asmussen: Guitar, kor
- Kim Daugaard: Bas, kor
- Willy Pedersen: Klaver, Orgel
- Morten Langebæk: Orgel
- Kasper Winding: trommer